# René Deltgen
Renatus Heinrich Deltgen, més conegut com a René Deltgen, (Esch-sur-Alzette, 30 d'abril de 1909 - Colònia, 29 de gener de 1979) fou un actor de teatre i de cinema luxemburguès, que va viure la major part de la seva carrera a Alemanya.

## Filmografia seleccionada
- Das Mädchen Johanna (1935)
- Kautschuk (1938)
- Kongo-Express (1939)
- Brand im Ozean (1939)
- Die drei Codonas (1940), com a Alfredo Codona
- Mein Leben für Irland (1941)
- The Big Game (1942)
- Whom the Gods Love (1942)
- Attack on Baku (1942)
- Doctor Crippen (1942)
- Circus Renz (1943)
- The Wedding Hotel (1944)
- Tromba (1949)
- Unter den tausend Laternen (1952)
- Desires (1952)
- Phantom des großen Zeltes (1954)
- Queen Louise (1957)
- The Tiger of Eschnapur (1959)
- Ohrfeigen (1970)
- Schwarz und weiß wie Tage und Nächte (1978)